# Wahlen zum Repräsentantenhaus der Vereinigten Staaten 1888
Die Wahlen zum Repräsentantenhaus der Vereinigten Staaten 1888 fanden am 6. November 1888 statt. Dabei wurden in den Vereinigten Staaten die Abgeordneten des Repräsentantenhauses gewählt. In drei Staaten wurde bereits zu einem früheren Termin im Jahr 1888 gewählt. Die Wahlen waren Teil der allgemeinen Wahlen zum 51. Kongress der Vereinigten Staaten in jenem Jahr, bei denen auch ein Drittel der US-Senatoren gewählt wurden. Gleichzeitig fand auch die Präsidentschaftswahl des Jahres 1888 statt, die der Republikaner Benjamin Harrison gewann.
Zu dieser Zeit bestanden die Vereinigten Staaten aus 38 Bundesstaaten. Im Verlauf der Legislaturperiode kamen dann sechs weitere Staaten hinzu. Es waren 325 Abgeordnete zu wählen. Die Sitzverteilung basierte auf der Volkszählung von 1880.
Bei den Wahlen setzte sich der bereits zwei Jahre zuvor erkennbare Trend zu Gunsten der Republikaner fort. Sie gewannen 27 Sitze hinzu und stellten nun mit 179 Mandaten die absolute Mehrheit im Repräsentantenhaus. Den Demokraten blieb mit 152 Sitzen nur die Rolle in der Opposition. Der Grund für diese Veränderung zu Gunsten der Republikaner war die Diskussion um Zollgesetze vor allem in Staaten des Nordens und Mittleren Westens. Diese Gesetze sollten die dort einheimischen Industriebetriebe vor billigen Importen schützen und wurden von den Republikanern unterstützt und von den Demokraten abgelehnt. Diese Ablehnung kostete die Demokraten erneut Wählerstimmen. Anders als noch 1886 konnten sie diesmal ihre Mehrheit nicht mehr verteidigen.
Wahlberechtigt und wählbar waren nur Männer. Frauen waren noch bis 1920 auf Bundesebene von Wahlen ausgeschlossen. Vor allem in den Südstaaten war das Wahlrecht durch Gesetze eingeschränkt, die das Wahlrecht an ein bestimmtes Steueraufkommen knüpften. Dadurch wurden ärmere Weiße, vor allem aber viele Afro-Amerikaner vom Wahlrecht ausgeschlossen.

## Wahlergebnis
- Demokratische Partei 152 (167) Sitze
- Republikanische Partei 179 (152) Sitze
- Sonstige 1 (6) Sitze (United States Greenback Party)

Gesamt: 332 (325)
In Klammern sind die Ergebnisse der letzten Wahl zwei Jahre zuvor. Veränderungen im Verlauf der Legislaturperiode, die nicht die Wahlen an sich betreffen, sind bei diesen Zahlen nicht berücksichtigt, werden aber im Artikel über den 51. Kongress im Abschnitt über die Mitglieder des Repräsentantenhauses bei den entsprechenden Namen der Abgeordneten vermerkt. Das Gleiche gilt für Wahlen in Staaten, die erst nach dem Beginn der Legislaturperiode der Union beitraten. Daher kommt es in den Quellen gelegentlich zu unterschiedlichen Angaben, da manchmal Veränderungen während der Legislaturperiode in die Zahlen eingearbeitet wurden und manchmal nicht.